# Colònia del Senegal
La colònia del Senegal fou un domini francès centrat a Saint Louis del Senegal i l'illa de Gorée (segregada de 1854 a 1859). Va existir del 1779 al 1895 quan fou integrada dins l'Àfrica Occidental Francesa, existint com a territori colonial dins d'aquesta entitat fins a 1904, després com a colònia i protectorat del Senegal del 1904 al 1946 i després com a territori d'ultramar fins al 1958 quan el territori va esdevenir república autònoma.

## Francesos i britànics al Senegal
El 30 de gener de 1779 els francesos, que ja tenien Gorée des de la pau de París de 1763, van ocupar Saint Louis del Senegal i altres possessions i l'11 de febrer de 1779 van ocupar els forts britànics de Gàmbia. El Tractat de Versalles (1783) li va reconèixer les possessions de Saint Louis i dependències al riu Senegal, retornant únicament Fort James (Gàmbia) i dependències al riu Gàmbia. El 1792 els britànics van intentar establir una colònia agrícola a l'illa de Bolama (Boulam en francès) però als pocs anys serà abandonada a causa de la guerra amb França, quan començava a ser productiva.
La principal riquesa era la goma aràbiga, però ara s'havia de realitzar en règim de lliure comerç, amb competència d'altres estats; el 1798 va esclatar una guerra amb els maures i poc després va esclatar una nova guerra contra els britànics els quals es van apoderar de l'illa de Gorée el 5 d'abril de 1800. Saint Louis es va salvar per una ferotge resistència de la guarnició, formada només per 30 soldats blancs i un centenar de negres; la pau d'Amiens del març del 1802 va tornar Gorée a França i li confirmava Saint Louis; la llei de 20 de maig de 1802 restablia l'esclavatge el que feia pensar que Gorée recuperaria la seva esplendor, però els anglesos es van negar a evacuar la seva possessió i van retenir l'illa i aviat va començar altre cop la guerra entre França i Gran Bretanya (1803). Durant aquesta guerra el corsari francès Hugues, en un cop de mà que va costar moltes vides, es va apoderar de Gorée el 18 de gener de 1804; però el comandant francès designat, Montmayeur, es va haver de rendir al tinent Pickford el 8 de març de 1804 i ja els anglesos no la van abandonar.
El 1807 Gran Bretanya va abolir l'esclavatge i poc després, la nit del 13 al 14 de juliol de 1809, ocupava Saint Louis per sorpresa. La guerra a Europa va impedir als britànics treure profit de Saint Louis i dependències; es van limitar a explorar el curs del riu Senegal i el país de Bambouk on es suposava que hi havia mines d'or.

## Senegal retorna definitivament a França
El Tractat de París de 30 de maig de 1814 retornava Gorée i Saint Louis a França, en virtut del pacte que retornava a cada país els territoris que ocupava l'1 de gener de 1792 (el dia de la declaració de guerra) i la major part de les colònies (totes menys Malta, Tobago, Saint Lucia i Maurici); però el Govern dels cent dies va demorar l'entrega. El Congrés de Viena el 9 de juny de 1815 i el Tractat de París de 20 de novembre de 1815 va confirmar el retorn de Gorée, Saint Louis i Albreda a França (que a més veia reconegut els seus drets sobre el curs del Senegal i la costa des del Cap Blanc al riu Gàmbia). Gran Bretanya va rebre el dret de comerç amb els maures a Portendick (al nord de la desembocadura del riu Senegal).
El coronel Julien Schmaltz fou designat governador de la colònia del Senegal el 1816 i va sortir d'Aix el 17 de juny de 1816 amb vaixells que transportaven un batalló d'infanteria, anant ell mateix a bord de la fragata "La Meduse", que va naufragar al banc d'Argüin. Els supervivents i els passatgers dels altres vaixells van poder arribar finalment a Gorée però el governador anglès Brereton, al·legant no haver rebut ordres del seu govern, no els va deixar desembarcar. Finalment el governador interí MacKenzie va evacuar Saint Louis el 25 de gener de 1817 en arribar Schmaltz i l'illa de Gorée fou retornada el 15 de febrer de 1817. Tal com havien fet els britànics, els francesos van respectar els acords signats amb els caps indígenes: el lloguer per l'illa de Saint Louis es va seguir pagant, així com el tribut que es pagava als reis de Waalo, Cayor, Bundu, Futa Toro i altres.

## Sistema d'explotació en semi-monopoli
En 1820 une flotilla va sortir de Saint Louis per restablir el fort de Saint Joseph; la baixada de les aigües més aviat del previst va fer aturar l'expedició a Bakel i l'oficial que la manava va decidir establir un fort allí mateix i no esperar un any per arribar a la seva destinació i restaurar l'antic fort. El fort de Bakel, sobre una roca que dominava el riu, era un bon lloc. El 1824 es va concedir l'explotació comercial de l'alt Senegal a una companyia comercial, la Companyia de Galam, però amb una particularitat: tenia el monopoli de l'1 de gener a l'1 d'agost, però la resta de l'any el comerç era lliure. Aquest règim va durar fins al 1848.

## Conflictes amb els maures
El 1830 els peuls del Futa Toro, manats pel profeta Muhammad Umar, van envair el Waalo; el governador Pierre Édouard Brou va acudir en ajut des de Saint Louis i es van enfrontar amb els invasors a Dagana, derrotant-los completament. Muhammad Umar fou capturat en la fugida i penjat en un arbre prop de Richard-Toll.
El 1832 un comerciant negre fou assassinat pels maures; es suposa que els assassins afavorien al príncep Muktar, pretendent a l'emirat de Trarza, que inicialment reconegut per França, havia estat finalment abandonat i es va retirar a Saint Louis el gener de 1833 on esperava cobrar una subvenció que se li devia. Llavors però fou arrestat, jutjat i condemnat sense proves per la mort del comerciant, sent afusellat immediatament.
El 1833 el Waalo, amenaçat per les constants incursions dels maures, es va posar sota protectorat de l'emirat de Trarza; l'emir es va casar amb la princesa Guimbotte i el Waalo quedaria sota sobirania de Trarza. Aquest avanç dels maures cap al sud del riu Senegal era intolerable per França, que va declarar la guerra a l'emirat. El governador Thomas Renault de Saint Germain va dirigir una expedició al país maure però es va haver de retirar a causa d'una febres contretes, de les que va morir durant la tornada (octubre de 1833), agafant el govern interinament Jean-Baptiste Bertrand Armand Cadéot, durant un mes, i el va substituir Eustache Louis Jean Quernel que havia estat abans governador particular de l'illa de Gorée. Quernel va ser més afortunat i va aconseguir expulsar els maures del Waalo però va desistir de prosseguir cap al desert i va decidir prohibir el comerç amb ells bloquejant tant el riu com la costa, cosa que va arruïnar la indústria de la goma. Finalment el 1835 l'emir de Trarza va signar un tractat pel qual renunciava a perpetuïtat al tron del Waalo a canvi del final del bloqueig. Els maures no obstant van seguir fent incursions a la riba sud del Senegal.
Sota el govern de Louis Édouard Bouët (1843-1844) es va fer una incursió al Futa Toro (1844) en revenja per atacs al Waalo. També Bouët fou el fundador de la factoria de Séooudébou al riu Falémé. No fou però fins al canvi de règim a França el 1848, que es va posar fi al règim d'explotació parcial en monopoli del Senegal i a partir del 1851 es van iniciar plans per una reforma important de la colònia. El 1854 es va decidir ocupar Podor a l'illa de Morphil (el primer assentament normand al Senegal) que comandava la part nord de la conca inferior del Senegal i assegurava el control de 250 de riu navegables tot l'any. El governador Auguste Léopold Protet o Protêt fou l'encarregat de l'ocupació el març del 1854; atacat prop de Dagana pels habitants del Dimar que intentaven barrar el pas, va eludir als atacants i va ocupar Podor rebutjant a un grup de peuls que s'hi oposaven; un fort fou construït en 40 dies sota la direcció del capità Faidherbe, el futur governador. Llavors la força francesa va marxar contra els habitants del Dimar i va xocar amb ells a Dialmath, una mena de vila santa defensada per cinc mil homes, que fou capturada amb eficàcia. A final d'any, amb la salut deteriorada, Protet va tornar a França i el va substituir Louis Léon César Faidherbe que havia estat ascendit poc abans a cap de batalló (comandant).

## Govern de Faidherbe

### Final del conflicte amb els maures
Aquell hivern els maures de l'emirat de Trarza van fer la seva incursió anual al Waalo; Faidherbe va intentar tallar la seva retirada però no se'n va sortir i els maures van poder retirar-se i només un grup fou aniquilat. L'emir Mohammed Al-Habib va jurar venjar-se i aprofitant una absència del governador, que estava a Richard-Toll, va creuar novament el riu amb un fort exèrcit i va avançar cap a Saint Louis que pretenia conquerir; va arribar sense oposició fins ben prop de la ciutat, al marigot de Leybar, on hi havia un pont defensat per una torre defensada pel sergent Brunier amb 10 homes. Atacada la torre els defensors van aconseguir rebutjar als maures després d'hores d'atacs. Muhammad al-Habib va haver de retornar als seus dominis i davant l'amenaça d'un atac francès es va retirar al desert. Però al Waalo es va quedar el seu fill Ely ibn Muhammad, casat amb la princesa Guimbotte i pretendent altre cop al tron tot i el tractat signat pel seu pare, el qual comptava amb nombrosos partidaris. Louis Faidherbe va decidir oposar-li un partit pro-francès i per dirigir-lo va elegir a un cap anomenat Fara-Penda, exiliat polític refugiat al Cayor, que amb els seus partidaris i amb un gran suport francès va començar a lluitar contra els maures i els seus aliats locals; aquesta guerra quasi civil durara uns anys, però la potència francesa serà decisiva per decantar la victòria del costat del cap col·laboracionista.
El 1856 Faidherbe va decidir atacat Trarza amb un miler d'homes blancs i 1500 negres; va sortir de Podor, va travessar el riu i va entrar al desert però l'enemic el va evitar. L'expedició va arribar al cementiri dels emirs de Brakna i les ribes del llac Cayar i va tornar a Saint Louis per la riba dreta del riu. L'any 1857 els voluntaris negres van voler fer una expedició semblant però aquesta vegada foren derrotats pels maures; això va obligar el governador a muntar una expedició de càstig que va travessar el riu a Dagana i va entrar al desert on els maures van fugir i el van evitar; l'avantguarda es va enfrontar amb els maures el 13 de maig de 1857 prop del llac Cayar. Faidherbe va marxar en ajut dels seus i va arribar en una hora quan l'avantguarda ja havia estat rodejada. Els tirs dels canons i una càrrega de la infanteria van restablir la situació i van forçar als maures, armats d'espases o fusells poc efectius, a fugir, perseguits pels spahis. L'expedició va donar la volta al llac Cayar. Muhammad al-Habib va decidir fer un atac a la desesperada contra el Waalo. Va travessar el riu i es va presentar a aquesta regió però fou rebutjat a Nder davant les forces d'un caporal francès i set soldats negres. L'emir de Trarza es va donar per vençut i l'any 1858 va signar un tractat pel qual renunciava a tores les terres al sud del Senegal i prohibia a la seva gent passar el riu portant armes; a més consagrava la llibertat del comerç de la goma aràbiga. Poc després un tractat molt similar es va signar amb Mohammed Sidi Ould Mohammed de l'emirat de Brakna.

### Abandonaments i conquestes
Albreda (a mitjan anys 1830 de fet, 1857 de dret) Rufisque, Portudal i Joal, al sud de la península del cap Verd, foren abandonades en aquest temps. Amb el Waalo alliberat de l'amenaça dels maures, calia organitzar-lo i el desembre de 1855 fou annexionat i el de gener de 1856 va promulgar la legislació que regulava la seva administració, que estaria dirigida per un comandant nomenat pel governador, que tindria a les seves ordres el caps de cercle i els caps indígenes de població, encarregats de mantenir l'ordre i impartir justícia (dos cadis administrarien justícia als musulmans). La població va passar en dos anys de 17.000 a 34.000 pel retorn de molts que havien fugit davant els maures. El 1859 el Dimar, prolongació del Waalo, va rebre una organització anàloga. Amb l'annexió del Dimar la colònia es va estendre fins a Podorla, abraçant tota la riba esquerra del Senegal inferior.

## El Hajj Umar al Futa Djalon
Vers el 1830 un musulmà molt devot de nom Umar, nascut prop de Podor, al Futa Toro, va fer el pelegrinatge a la Meca mercès a una col·lecta feta pels musulmans de Saint Louis. Va tornar molt influït per la religió i va començar a predicar a l'alt Senegal i al Níger. Se li donava el títol honorífic d'el Hadjdj (o Hajji) Umar (Umar el Pelegri). El 1842 es va establir al Futa Djalon, on va reunir molts partidaris. El 1847 es va entrevistar a Bakel amb el governador francès Ernest Bourdon, comte de Gramont o Grammont, i li va oferir la seva amistat sense obtenir cap resposta; més tard ho va provar amb el governador Auguste Léopold Protet amb el mateix resultat, ja que els francesos consideraven que s'oposava a l'extensió de la influència francesa.
El 1852 es va sentir prou fort per iniciar la seva carrera de conqueridor i va atacar la vila de Timbo, una república independent que havia conservat una religió particular i punt estratègic important. Timbo fou conquerida i els que van refusar fer-se musulmans foren massacrats. Amb això Umar quedava assentat al centre de la Senegàmbia des d'un punt que era una ciutadella natural que dominava tota la regió. Llavors va dirigir les seves ambicions cap al Bambouk, el país entre el riu Senegal i el riu Faleme (francès Falémé) el seu principal afluent. Tot el país no tenia cohesió, ja que estava dividit en petites repúbliques independents una de l'altra, el que facilitava la seva conquesta. L'exèrcit religiós de Umar va poder, per la força, la persuasió o l'engany dominar totes aquestes poblacions-repúbliques en uns dos anys. El Futa Toro va reconèixer la seva autoritat. El 1854 Umar dominava sobre tota la riba esquerra de l'alt Senegal, el Futa Djalon, el Bambouk, el Futa Toro i amenaçava Bundu. Umar va ordenar la revolta a Bakel, però el fort francès va derrotar els rebels.

## Guerra amb El Hajj Umar
Però Umar no es va aturar i es va dirigir contra el país dels bambares i passant per Medina (Médine) població que marcava el final de la zona navegable del Senegal i capital del regne del Khasso, va saquejar els magatzems dels comerciants de Saint Louis. El setembre de 1855 Faidherbe es va presentar a Medina i al peu de les cascades de Félou va fundar un fort que seria la clau de la conca superior del riu igual que Podor ho era de l'inferior. Llavors era rei de Khasso el germà de la princesa Sodiaba, vídua del viatger francès Duranton, de nom Sambala; ambdós germans eren favorables als francesos; els tres fills de Sodiaba i Duranton foren criats a Saint Louis. Sambala tenia un germà, Bubakar Saada, antic almamy de Bundu (país a la riba esquerra del Faleme), que li havia disputat el tron amb el suport d'al Hajj Umar, però després havia perdut el seu regne a mans d'Umar i s'havia refugiat a Medina on es va entendre aviat amb Faidherbe. El governador també es va entendre amb Bougoul, cap de Farabana, una de les repúbliques del Bambouk, un poble habitat per antics esclaus revoltats, que es volia deslliurar d'al Hajj Umar. En els següents dos anys Bubakar Saada va reconquerir el Bundu
Mentre Umar havia aconseguit fer una aliança temporal amb els bambares i això li va permetre presentar-se a Kaarta; els bambares i els diavares sempre havien rebutjat l'islam, però ara els dos grups estaven en guerra; Umar llavors va fer aliança amb els diavares i després d'uns mesos de lluita acarnissada els bambares van demanar la pau i es van fer musulmans, esperant que el Hajj Umar abandonaria el país, cosa que no va passar. Els bambares no van tardar a revoltar-se, es van reconciliar amb els diavares (també maltractats per Umar) i van demanar ajut als peuls de Masina (Macina) que veien la seva independència amenaçada per Umar. Aquest va marxar contra els peuls i els va sorprendre quan feien les plegaries; els peuls van acabar la plegaria a costa de moltes vides i després van enfrontar a l'enemic amb una fúria que va fer fugir a les forces d'Umar, que va optar per abandonar Kaarta. Per compensar aquesta derrota va decidir atacar Medina i al front de 15.000 homes es va presentar a la ciutat, on Paul Holle, un mulat, era comandant del fort disposant de 64 homes. Sambala va ajudar a Holle. El 20 d'abril de 1857, El Hadjdj Umar va ordenar l'assalt que no va tenir èxit per poc. Llavors Medina fou assetjada i aviat va arribar la fam; Holle va enviar correus a Bakel, que van poder franquejar les línies enemigues. El 18 de juliol van arribar els socors i l'exèrcit assetjant es va retirar.

## Submissió de Khasso, Bambouk, Bundu i Futa Toro
En els dos anys següents (1858-1859) França es va dedicar a assentar el seu poder al Khasso, Bambouk, Bundu i el Futa Toro que s'havia revoltat; a més es van liquidar les bandes de partidaris d'Umar que operaven a l'alt Senegal. Els dos fets de guerra principals foren la captura de la fortalesa musulmana de Somson al Bundu i la de Kana-Makounou a la frontera de Kaarta. Sambala i Boubakar-Saada foren reconeguts com a reis indiscutits (fankamala i almamy eren els seus títols) de Khasso i Bundu, i van cedir a França els districtes aurífers de Kéniéba al Bambouk, el territori de Sénoudébou a la vora del riu Faléné i tot el país entre aquest riu i Bakel a la riba esquerra del Senegal; per assegurar les comunicacions entre el baix i alt Senegal es va construir un fort a Matam, al Futa Toro, on encara es mantenia la resistència. La fundació de la posició de Saldé el 1859, va completar l'ocupació de l'illa de Morphil, allunyant l'amenaça de Podor i descoratjant als tuculors del Futa Toro que s'oposaven a França, els quals es van rendir. Al Hadjdj Umar es va retirar cap a Kaarta on va reagrupar les seves forces i va començar a reconquerir el país. No obstant conservava una plaça forta a Guémou, a la riba dreta del Senegal enfront de Bakel, des d'on podia interceptar les caravanes que es dirigien a la factoria de Bakel.
El 25 d'octubre de 1859 una columna francesa, manada per Faron, va atacar Guémou, on governava Sire-Adama, nebot d'Umar, que va oferir una resistència extrema, fins que finalment fou ocupada. Umar va haver de renunciar posteriorment a tota pretensió sobre la Senegàmbia, centrant-se en l'alt Níger. L'agost de 1860 va signar un tractat de pau amb França, a la que va reconèixer el dret sobre tota la vall del Senegal. Així la colònia s'estenia ara més de mil quilòmetres de Saint Louis a Medina (Médine) amb els establiments entre ambdues de Dagana, Podor, Saldé, Matam i Bakel.

## Segregació de Gorée
Per permetre al governador concentrar tota l'atenció en Saint Louis i el territori que en depenia directament, el 1854 l'illa de Gorée fou segregada de la colònia del Senegal i constituïda en una nova colònia: Gorée i dependències, sota administració del cap de l'estació naval de l'Atlàntic amb seu a Libreville al Gabon. Incluia els establiments de la costa al sud de la península del Cap Verd fins a les illes Bijagos (anomenats Establiments dels Rius del Sud, principalment a la moderna Guinea) els Establiments Francesos de la Costa d'Or (Costa d'Ivori-Dahomey) i els establiments Francesos del Gabon amb centre a Libreville. El 1859 Gorée, que des de la fundació de Dakar el 1857 estava perdent importància, fou reincorporada al Senegal, mentre les altres integrants de la colònia o havien estat abandonades (com Albreda a Gàmbia cedida a Gran Bretanya el 1857 a canvi de la renúncia britànica als seus drets de comerç de la goma aràbiga a Portendick) o es van incorporar a les noves colònies creades el 1860: els Establiments dels Rius del Sud, i la colònia de Costa d'Ivori-Gabon amb els sub-territoris dels Establiments Francesos de la Costa d'Ivori i del Territori del Gabon. La divisió naval Atlàntica va restar encarregada de l'administració general (incloent els Establiments Francesos del Golf de Benín) fins al 1886. Gorée era l'únic territori plenament francès, ja que la resta eren territoris nominalment llogats als reis locals de Cayor, Bawol i Regne de Sine,

## Senegal central
Només una expedició francesa havia penetrat profundament a l'interior del modern Senegal, la que es va dirigir a Niomré el 1858, a la província del Ndiambour fronterera amb Saint Louis que era tributària del rei del Cayor; la ciutat havia donat suport als maures durant la guerra contra aquests; un grup de 300 homes de regulars i voluntaris va marxar Niomré sota la direcció del mateix Faidherbe; va arribar als pous de Nguik i van derrotar els enemics; d'allí va atacar directament Niomré que fou incendiada, retornant després a Nguik i a Saint Louis.
En ser reintegrada Gorée al Sednegal, Faidherbe va visitar l'illa i amb alguns voluntaris i les seves tropes va anar a Dakar, a la península del Cap Verd, aleshores un llogaret de pescadors, i va declarar als seus habitants ciutadans francesos (7 de maig de 1859). Després va seguir per la costa arribant a Rufisque, a Portudal i a Joal, que havien estat abandonades, i hi va deixar petites guarnicions per protegir el comerç. Llavors es va dirigir cap a l'interior, teòricament per anar a veure al rei de Sine a Fatik, al centre dels seus dominis; el rei de Sine va presentar resistència però fou derrotat a Fatik. Aquesta victòria va obrir la ruta del Saloum (que donava nom al Regne de Saloum, el qual travessava) on van arribar en quatre dies i a la riba del riu van construir el fort de Kaolack (Kaolack era el principal establiment comercial) que protegiria el comerç en aquest riu. Després es van signar tractats amb els reis del Bawol, del Sine i del Saloum, que van reconèixer a França la possessió del litoral des del Cap Verd fins a la punta de Sangomar a la desembocadura del Saloum.
Al cap de dos anys (1861) va ser necessària una nova incursió militar francesa per la lògica hostilitat de Sine i Saloum. Tropes procedents de Gorée, van remuntar l'estuari del Saloum i van ocupar per sorpresa la capital, Kabone, on es van fer 300 presoners entre els quals tota la família reial. Saloum va reconèixer el protectorat francès i va pagar una indemnització. La columna francesa es va dirigir llavors a Diakhao, capital de Sine, que va ocupar durant uns dies amb resultats similars (Sine va acceptar el protectorat).

## Conflicte amb el Cayor
Els dos principals establiments francesos, Gorée i Saint Louis estaven separats per uns 150 quilòmetres i només podien enllaçar per mar i estaven separats de fet pel regne de Cayor. El damel (rei) de Cayor estava en bones relacions amb França però al mateix temps limitava el comerç i la presència d'estrangers als seus dominis. Faidherbe havia ordenat establir una línia telegràfica entre les dues ciutats el 1859-1860, assegurada per llocs fortificats i el damel Baraima hi va donar el consentiment però a la seva mort sobtada el 1860 quan només tenia 25 anys (a causa d'una intoxicació etílica) el va succeir el seu pare Macodou (Ma-Kodu Kumba Yande Fal) que va retirar l'autorització quan els treballs encara ni havien començat. Llavors Faidherbe va fer venir tropes d'Algèria i el gener de 1861 va entrar al Cayor; el damel va presentar resistència però una revolta encoratjada per França el va obligar a signar un tractat i a canvi de deu mil francs i tres cavalls va cedir una franja de 10 quilòmetres d'ample al llarg de tota la seva costa i el territori de Gandiol, au sud de Saint Louis, que era molt important per la colònia per les seves salines; a més va renunciar a la província del Diander, que havia estat incorporada el 1859 al districte de Gorée. Alliberat del problema francès va poder sufocar la revolta; però després d'això va declarar nul el tractat amb França.
Al saber això Faidherbe va sortir de Saint Louis amb tropes i es va dirigir al Cayor, cremant algunes poblacions pel camí i arribant a la capital Nguiguis, on el damel havia concentrar les seves forces. La batalla es va lliurar a Diati l'11 de març de 1861 i fou una victòria completa pels francesos. Faidherbe va construir tres posicions fortes a Lompoul, Mboro i Mbidjen (i més tard es van afegir les de Gandiol i Potou al sud de la desembocadura del Senegal, i els de Pout i de Thiès al Diander. Aquestes posicions que unien Saint Louis amb Gorée, foren enllaçades pel telègraf.
Cayor era una monarquia electiva i generalment al costat del damel regnant i havia un pretendent que tenia els seus partidaris i esperava la seva oportunitat; el regne tenia una casta militar, els tiedos, que no tenien sou i vivien del pillatge, tant en temps de guerra en terres enemigues, com en la pau al seu propi país. El 1861 es va revoltar el pretendent anomenat Madiodio (Ma-Djodjo Jegeñ Kodu Fal), al que els francesos van decidir ajudar i el rebel fou proclamat damel amb l'ajut francès, en el lloc de Macodou que va fugir al Saloum; però el partit nacional amb el suport dels tiedos es va oposar al nou damel, sota la direcció de Lat Dior (Lat Djor Ngone Latir Jop) de només 18 anys, membre de la família reial criat a Saint Louis a l'Escola d'Ostatges. Madiodio fou abandonat per quasi tots i enderrocat, fugint a la posició francesa de Lompoul.

## Lat Dior
El capità de vaixell Jean Bernard Jauréguiberry que des d'1 de desembre de 1861 exercia com a nou governador en el lloc de Faidherbe, va decidir entrar en campanya per restablir a Madiodio i el gener de 1862 va entrar al Cayor; Madiodio va ser restablert sense lluita però a la sortida de les forces franceses que la resistència va començar altre cop. Els partidaris de Lat Dior no paraven d'augmentar i el suport francès a Madiodio no era prou decidit, i finalment França va decidir abandonar-lo i negociar amb Lat Dior que va recuperar el poder. No obstant les malifetes dels tiedos van forçar a França a tornar al costat de Madiodio. El juliol de 1863 Faidherbe retornava com a governador i el novembre va concentrar a Mboro les tropes i es va dirigir a Nguiguis on va proclamar a Madiodio per segona vegada (i tercer regnat) i signava un tractat (4 de desembre de 1863) pel qual cedia a França les províncies del Ndiambour, del Mbaouar, de l'Andal et del Saniakor i autoritzava la construcció d'un fort a Nguiguis. El resta de Cayor quedava sota protectorat francès.
Lat Dior havia fugit en arribar els francesos i el coronel Pinet-Laprade va marxar en la seva persecució i el va atrapar a Ndary, al Bawol on el va derrotar. Faidherbe mentre va deixar al capità d'enginyers Lorans construint el fort a la capital del Cayor i va tornar a Saint Louis. Lat Dior no va tardar a reaparèixer; forces procedents de Gorée, de Saint Louis i del Ndiambour es van dirigir cap a Nguiguis al Cayor; mentre Lat Dior estava a Ngolgol i quan Madiodio ho va saber va oferir a Lorans d'anar a combatre'l amb els soldats francesos i les seves tropes. Lorans va acceptar i les tropes (140 homes blancs i els soldats del rei) van sortir (29 de desembre de 1863) sense esperar als que venien cap a la zona. Lat Dior va infringir una severa derrota als atacants morint Lorans i el capità Chevrel i la resta dels soldats. Els 25 spahis, després de tenir 5 baixes (i 8 ferits) entre les quals el subtinent Duport Saint-Victor, van poder fugir amb Madiodio; perseguits van poder rebutjar als perseguidors als que van causar algunes baixes. Només 29 homes (incloent 3 oficials) de 140 van escapar a la mort. A Nguiguis es van reunir els derrotats amb les tropes de reforç i tots van quedar sota comandament del coronel Pinet-Laprade, marxant contra les forces de Lat Dior. L'exèrcit d'aquest va refusar l'enfrontament però finalment els dos grups van xocar el 12 de gener de 1864 al llogaret de Loro, on els francesos van aconseguir la victòria. Les tropes van retornar als seus quarters i Lat Dior va fugir a l'estranger, sent reconegut per tots el damel Madiodio.

## Conflicte ambs el tuculors del Futa Toro
El 1862 els tuculors de Futa Toro es van revoltar encapçalats per antics seguidors d'el Hadjdj Umar. El 1859 havien estat dividits en tres estats, però el de Damga, amb capital a Matam, havia estat annexionat el 1860. Els rebels es van escampar pel Damga, que van saquejar; el seu líder era Alpha-Amadou-Cierno-Demba, (Amadu Cerno Demba Li) que Umar havia designat per prendre el comandament en cas de guerra. Tropes franceses van sortir de Saldé i van arribar als poblat dels bosseiabes que estaven al centre de la revolta; la infanteria de marina va desallotjar als enemics de les seves posicions el 28 de juliol de 1862 i l'endemà van avançar cap a l'interior del país trobant als tuculors a Mbirboyan. El governador Jauréguiberry va maniobrar amb habilitat i va posar als tuculors entre dos focs i els va derrotar. Les poblacions rebels de Mbolo, de Diaba-Maoundou i d'Oréfondé, capital del país i antiga residència d'el-Hadjdj Umar, foren incendiades; però l'almamy va reunir més tropes a tot el Toro i al Dimar i va saquejar les poblacions que eren favorables als francesos. Va avançar cap a Bokol prop de Dagana i a Loumbel es va enfrontar amb una columna francesa el 22 de setembre de 1862, sent altre cop derrotat. Però el calor i les pluges no van permetre seguir la campanya i les tropes van tornar a Saint Louis. Futa Toro seguia revoltat i va córrer el rumor que Umar venia en el seu ajut amb un exèrcit. Al arribar l'estació seca, 1600 homes van sortir de Saint Louis en embarcacions i remuntant el marigot de Doué (Senegal)  que rodeja l'illa de Morphil, va penetrar al país revoltat. El 17 de gener de 1863 es van enfrontar a l'exèrcit tuculor que s'havia fet fort a Touldégal, i els van derrotar; la columna va seguir fins a Mbirboyan i després va arribar a Matam després de creuar tot el Futa Toro. D'allí van tornar a Saldé. A la tornada, prop de Gaoul, al Damga, van lliurar un nou combat on la rereguarda va ser aniquilada pels tuculors, però la resta de l'exèrcit va poder derrotar els atacants, i continuar per retornar al punt de sortida; a Aram la baixada de les aigües va fer aturar la flotilla i foren atacats des de les dues ribes però els atacants foren rebutjats. Després de 45 dies les tropes van tornar a Saint Louis el 23 de febrer de 1863, amb un balanç de 3 batalles, 16 enfrontaments, 76 pobles destruïts i un oficial o 20 soldats morts i 21 més morts després per ferides o malalties. Futa Toro no va tardar a demanar la pau que es va signar a Moctar-Salam el 20 de març de 1863. Una part del país fou annexionat a la colònia del Senegal

## Conflictes al Saloum i al Rip
Els sereres habitaven el Saloum i els soninkes el Rip (un dels estats de la riba nord del riu Saloum) i també hi vivien wòlofs i peuls que eren musulmans. Macodou, antic damel del Cayor que havia estat expulsat pels francesos es va aliar amb Maba, un marabut originari del Futa Toro que aspirava a jugar el paper d'al-Hadjdj Umar (però sense tenir el seu geni). A Saloum governava Samba Laobe Fal que era fill de Macodou (Ma-Kodu Kumba Yande Fal), que s'havia refugiat en aquest regne; Macodou va conspirar contra el seu propi fill per substituir-lo aliat amb Maba que havia aconseguit arribar al tron del Rip. Les forces aliades van expulsar al rei legítim de Saloum que es va refugiar a l'estació francesa de Kaolack. Allí el van atacar Macodou i Maba el 3 d'octubre de 1862 però els francesos de la guarnició (12 homes) manats pel sergent Burg, els van rebutjar després d'un dia i una nit de lluita. Maba fou ferit i es va retirar però va deixar 300 homes que van lluitar junt amb la resta dels atacants. Retornat al Saloum, Macodou no va tardar a ser enverinat per Maba, que es va apoderar llavors del tron del Saloum, si bé en disputa amb un altre candidat.
Maba una vegada al poder va signar un tractat d'aliança amb França (1864) però com que el seu exèrcit estava format per mercenaris que vivien del saqueig, els va haver d'acontentar i els va enviar a envair el Jolof (juny de 1865) i va planejar conquerir Cayor i Bawol; al mateix temps va negociar amb els tuculors de Futa Toro i amb els maures esdevenint el cap d'una gran confederació hostil a França.
El 1865 el coronel Jean Émile Pinet-Laprade va substituir Faidherbe com a governador (ja ho havia estat de manera interina abans de la seva arribada). Pinet-Laprade va sortir de Dakar l'octubre de 1865 al front de les seves tropes i va travessar territoris de dos reis aliats, els de Bawol i el de Sine, que a més van aportar un contingent de tropes, fent pujar l'exèrcit francès en marxa a vuit mil homes. Aquest exèrcit va entrar al Saloum, va destruir la capital de Maba, que era anomenada La Meca. Maba ja havia fugit i va travessar el riu Saloum entrant al Rip. Perseguit, es va lliurar batalla i l'exèrcit de Maba fou derrotat i moltes poblacions del Rip foren cremades. Els francesos van avançar fins a Nioro; les pèrdues per les dues parts foren considerables i fins i tot el mateix governador va resultar ferit.
El 1866 (o 1868) el governador va suprimir la dignitat de damel del Cayor i va deposar Modiodio, considerat incapaç de governar adequadament.

## Conquesta del Casamance
El 1851 una força francesa va atacar als féloupes després que una de les seves tribus havia fet algunes depredacions. Els francesos manats per Penaud van atacar el poble de Cagnout que per dues vegades va rebutjar l'atac i finalment es va haver d'emprar l'artilleria. Després d'això els atacs i les lluites intertribals van baixar considerablement. Dos pobles en guerra es van reunir a Carabane i es van reconciliar amb la mediació francesa.
El Baix Casamance fou dominat mitjançant tres expedicions: Protet el 1859 contra els banjiars de Kamabel i Enampor de les ribes del Cajinolle (afluent esquerra del Casamance). El comandant Pinet-Laprade el 1860, contra els karons de Hilor i Courba (culminant el 1864 amb la conquesta de Guimbéring, els habitants de la qual havien saquejat vaixells naufragats). I el tinent de vaixell Parcbappe que va desembarcar el novembre del 1860 contra la població de Gouniara habitada pels balantes i la va ocupar després d'una lluita en la qual 24 soldats van ser baixa.
Només restava pacificar el Souna, província fèrtil habitada pels mandings musulmans, situada enfront de Sedhiou, a l'altre costat del riu. El comandant Pinet-Laprade va sortir de Gorée el 5 de febrer de 1861 amb sis vaixells i el dia 10 van desembarcar 700 homes enfront de Sedhiou i van ocupar Sandiniéri i l'endemà els pobles de Diagabar i Dioubougou i l'endemà de Bombadiou, pobles tots que foren cremats. Els caps de poblacions van venir a demanar la pau i el Souna va reconèixer la sobirania de França. La campanya només va costar als francesos 4 morts i 15 ferits. Ziguinchor, aclaparat per la competència, va entrar en certa decadència mentre que Carabane i Sedhiou es van desenvolupar.
Quedava per dominar l'extrem meridional que cap potència havia reclamat encara tot i que els rius de Rio-Nunez, Rio-Pungo, i Mellacorée, anterior refugis de negrers havien esdevingut mercats d'aprovisionament considerables. Cada any nombrosos vaixells venien a carregar la collita de cacauets i es van crear moltes factories a la vora dels rius. El 1866 els landoumans del Rio-Nunez van provocar desordres i els governador colonel Pinet-Laprade, va arribar amb tropes i va proclamar el protectorat de França. Es va construir una posició a Boké on es va establir una guarnició permanent. El Rio Pungo i el Mellacorée van córrer la mateixa sort i les posicions de Bofa i de Benty foren encarregats de mantenir la influència francesa en aquestes regions. En total es van afegir al domini francès 400 quilòmetres de costa.

## La colònia fins al 1895
Del 1864 al 1869 van esclatar algunes revoltes al Cayor que foren reprimides sense gaires problemes. La darrera revolta va durar tres mesos i fou esclafada el gener del 1870. Les armes de tir ràpid no deixaven opció als indígenes mal armats. El governador Pinet-Laprade va morir a Saint-Louis el 17 d'agost de 1869, a causa del còlera; Ferdinand Charles Alexandre Tredos va actuar interinament fins al 17 d'octubre quan va prendre possessió el nou governador coronel François-Xavier Michel Valière; aquest va canviar la política i va fer la pau amb Lat Dior del Cayor, al que va reconèixer com a damel; en una entrevista el 1871 li va retornar la major part de les conquestes que els francesos havien fet els anys anteriors, deixant sense efecte el tractat de 1863 i retornant la colònia, en aquesta zona, a la seva extensió de 1861. S'atribueix aquest canvi al desastre francès a la guerra francoprussiana del 1870. També es va decidir que la colònia enviaria un diputat a la Cambra de París.
El 1871 Lat Dior va aconseguir l'establiment d'una duana a Saint Louis pels productes que anaven o sortien del Cayor. Poc després els seus tiedos van fer una incursió al Bawol. L'agost de 1872, al saber d'unes eleccions municipals a Saint Louis, Lat Dior va confondre la situació i va pensar en un buit de poder i es va presentar a la vora de la ciutat però el governador el va fer retirar sense combatre. Una rebel·lió contra el damel, va buscar aliats en l'almamy del Futa Toro, Amadou Sékou, que havia conquerit recentment el Jolof i ara feia frontera amb el Cayor. Amadou Sékou va conquerir el Cayor i Lat Dior va haver de demanar asil a una posició fortificada francesa. Amadou Sékou va planejar conquerir Saint Louis però el governador Valière, per insistència del general Pélissier, va prendre les mesures adequades i el pla de conquesta fou avortat.
El 4 de febrer de 1875 el tinent coronel Bégin va sortir amb 500 homes, es va reunir amb els partidaris de Lat Dior i es va dirigir a Coki, on estaven les forces d'Amadou Sékou. L'11 de febrer es va lliurar la batalla a Boumdou on els francesos van guanyar i Amadou Sékou va morir. El governador va restituir a Lat Dior al poder. El 18 de juny de 1876 el coronel Valière va abandonar el Senegal i el va substituir Louis Alexandre Esprit Gaston Brière de l'Isle.
El nou governador va fer una expedició pel Senegal. Tots els caps eren lleials a França menys el del Logo (sota les cascades de Félou), enfrontat al rei del Khasso, Sambala (fidel aliat francès) que suposava que el seu domini estava massa lluny de Saint Louis per estar amenaçat i prohibia l'entrada de tot blanc al seu territori. El coronel Reybaud, comandant superior de les forces colonials, fou enviat a Logo des de Médine. La columna va arribar sobtadament a Sabouciré, capital fortificada del Logo i després d'un breu setge on van morir dos oficials i alguns soldats, la ciutat va quedar destruïda; però al retorn la febre groga va delmar l'expedició.
El governador va planejar una via fèrria entre Saint Louis i Dakar, aprofitant les planes del Cayor. Es va considerar que costaria uns 62.000 francs per quilòmetre o sigui uns 16 milions. El governador va sol·licitar el permís de pas a Lat Dior, que va consentir i es va signar un tractat el 10 de setembre de 1879 pel qual cedia tots els terrenys necessaris i per una convenció annexa, aportaria treballadors per les obres. El govern de París va acceptar el projecte i es va fer la concessió a la Compagnie des Batignoles; però la lentitud de les cambres a ratificar l'acord i l'epidèmia de febre groga van retardar el projecte que no va començar a ser executat fins al 1882. El govern francès va encarregar també estudiar una nova línia, de Saint Louis a Médine. Es van fer tres expedicions per estudiar el terreny i la viabilitat, però finalment es va descartar fer-la en la seva totalitat i es va decidir només fer un primer tram de Kayes a Bafoulabé.
Durant 1880 i 1881 es van fer tres viatges d'exploració al Futa Djalon. Aimé Ollivier va arribar a Timbo, on va estar presoner uns mesos podent després tornar a França. Llavors va enviar a dos dels seus agents Gaboriaud i Ausaldy. Una tercera missió la va organitzar el governador, dirigida pel doctor Bayor que va aconseguir que l'almamy de Futa Djalon signès un tractat de protectorat.
Els darrers mesos de Brière de l'Isle van veure una expedició militar al Futa Toro; es va construir una posició militar a Aéré sobre el marigot de Doué on va quedar una petita guarnició. Dos petits estats, el Lao i l'Irlabe, entre Saldé i Aéré, s'havien independitzat del Futa Toro el 1877 i havien demanat el protectorat francès; però el principal país seguia sent hostil als francesos sota el govern d' Abdoul-Boubakar que tenia el suport de la tribu dels bosseiabes (francès bosséïabés). Louis Ferdinand de Lanneau va ser el nou governador des de l'abril de 1880.
Com que la gent d'Abdoul-Boubakar va cremar alguns pals del telegraf entre Saldé i Bakel, es van enviar tropes contra ell (març de 1881) dirigides pel comandant Pons, que van acampar a Oréfondé; una columna va lliurar un combat a Mbirboyan (lloc d'un combat el 29 de juny de 1862) en el que foren derrotats però que va salvar a la resta de l'expedició; van morir el capità de spahis Badenuhyer i altres oficials (tinent Fouet, veterinari indígena Mohamed Aouchane) i 18 spahis; només va sobreviure el tinent Lompré i alguns spahis. El comandant Pons en revenja va cremar 30 pobles i els caps locals es van sotmetre. El mateix Abdoul-Boubakar va signar un tractat amb el nou governador Lanneau, pel qual es comprometia a vigilar els treballs de la línia telegràfica, treballs que no es van poder arribar a fer.
El 1882 es va produir una revolta al Casamance dirigida pel cap Sounkary el qual va atacar la guarnició de Sedhiou que va quedar assetjada. El febrer el capità de fragata Jacquemart va sortir de Gorée amb 200 homes en ajut dels assetjats. Sounkary fou derrotat fàcilment i va haver de fugir.
Marie Auguste Deville de Perière de manera interina (1881), Henri Philibert Canard (1881-1882) i Aristide Louis Antoine Vallon (1882) van governar breument fins que es va decidir un canvi important en l'administració. Un nou governador, Charles Etienne René Servatius, va desembarcar a Dakar el dia 14 de novembre de 1882 i prenia possessió dos dies després. Des de Jacques François, baron Roger, governador del 1821 al 1827, tots els governador havien estat militars, i Servatius tornava a ser civil, quedant separada l'administració colonial de la direcció de les tropes. Aquesta novetat s'ajuntava al fet que les viles de Saint Louis, Gorée-Dakar i Rufisque havien estat erigides en comunes amb consells municipals i des de 1879 funcionava un consell general com si la colònia fos un departament francès. Se celebraven eleccions (si bé només alguns podien votar) 
Una de les primeres tasques de Servatius fou enfrontar a Lat Dior, que ara havia canviat de parer i s'oposava a la construcció de la via fèrria que estava construint la Compagnie des Bâtignolles i denunciava el tractat de 1879. Servatius va enviar una columna manada pel coronel Wendling que va entrar al Cayor el 26 de desembre. Lat Dior no va presentar resistència i va abandonar el país cap al Djolof. Servatius va instal·lar un nou damel (gener del 1883) en la persona del jove príncep Amari Ngone Fal (Amadi-Ngoné-Fal) i va instal·lar llocs fortificats a Louga, Kermandoubé-Kari i Mpal, en el trajecte de la via fèrria. El nou damel va visitar Saint Louis i allí va signar un tractat que tornava a cedir la província del Ndiambour a la colònia francesa. Al tornar al Cayor fou enderrocat per una revolució (febrer-març del 1883) que va portar al tron al nebot de Lat Dior, Samba-Laobé, que va fer circular el rumor que aquell havia abdicat al seu favor amb el que va obtenir el suport dels partidaris del seu oncle.
El capità Dupré amb un esquadró de spahis, estava aleshores al Cayor venint de Bawol (on havia aconseguit un tractat que posava aquest país sota protectorat francès, fou atacat per un grup d'homes armats, possiblement de Samba-Laobé. Va poder fugir. Al mateix temps Amadi-Ngoné-Fal, abandonat per tots, es va refugiar a la posició francesa de Gandiole, on va demanar ajut al governador que li va contestar que en tres dies rebria ajuda. Tres dies després tropes manades pel comandant Dodds entraven al Cayor i perseguien a Samba-Laobé, que va haver de fugir; però ja se li havia tallat la retirada i durant un mes es va produir una cacera de l'home i finalment el 25 d'abril de 1883 es va rendir sota promesa de vida i llibertat. Se'l va enviar a Saint Louis on va arribar el 2 de maig de 1883. Amadi-Ngoné-Fal va tornar al tron i va retornar la calma.
Llavors Lat Dior va voler provar sort per a si mateix i amb l'ajut de l'exèrcit del rei del Jolof Al-Buuri Sènabu Njay, va penetrar al Waalo on va saquejar diverses poblacions; els francesos no hi tenien presència doncs la seva posició a Mérinaghen havia estat abandonada feia uns anys. Però la població local sense ajut va expulsar els invasors. La via fèrria que travessava el Cayor es va obrir el 21 de juliol de 1883 (la primera secció entre Dakar i Rufisque) sota el governador interí Adolphe Ernest Auguste Le Boucher, successor de Servatius. Henry Bourdiaux va actuar després interinament prop d'un any.
Jean-Baptiste Alphonse Seignac (1884-1886), Jules Genouille (1886-1888), Léon Émile Clément-Thomas (1888-1890) van tenir governs d'uns dos anys, amb una conflictivitat molt menor. El setembre del 1890 (fins al 1895) Henri de Lamothe fou governador del Senegal. Va fer moltes millores, incloent la submissió dels tuculors centrals del Futa Toro, organització dels països sota protectorat, la creació dels pressupostos regionals, veritable punt de partida del desenvolupament econòmic de l'Àfrica Occidental Francesa, la reobertura de l'escola dels fills dels líders o caps, abolida el 1871, l'eliminació de l'impost sobre la circulació de mercaderies al país wòlof. Fou el seu govern el de la consolidació de la conquesta i l'establiment de nous procediments per al govern colonial. Va interferir en el procés electoral i en el consell municipal a Saint Louis.
Des del 20 de desembre de 1886, el tinent coronel Joseph Simon Gallieni havia rebut el comandament suprem de l'Alt Riu (Senegal), que es va convertir després en el Sudan Francès. Va a lluitar contra la insurgència de Mamadou Lamine Drame, i va annexar el Futa Toro; va obtenir de Samori Touré la signatura d'un tractat datat el 23 de març de 1887 pel qual renunciava a la sobirania de la riba esquerra del Níger, en favor de França. Després del seu retorn a França, Galliene va ser nomenat coronel l'11 de març de 1891, amb una nova posició al Tonkin com el comandant del 2n regiment de Tonkin. Aquesta època entre 1889 i 1891 és probablement quan Joseph Galliéni i Henri de Lamothe es van conèixer i apreciar.
El setembre de 1890, Abel Jandet va arribar de França el 1887 per formar part de la Direcció d'Assumptes Polítics del Senegal, i va ser mort per un soldat contrariat a Podor on havia estat enviat en una missió pel governador Léon Émile Clément-Thomas des de 1888. Un ràpida investigació va arribar a la conclusió d'una conspiració. L'assassí i dos "còmplices" van ser condemnats i decapitats a la plaça pública. Un dels executats va ser el lam Sidikh Toro, excap del Protectorat del Futa Toro que va ser expulsat per Jeantet el 1887.
A St Louis hi havia una coalició d'interessos liderada per la família de Gaspard Deves i la seva casa comercial que tenia interessos a la regió de Podor. Gaspard Deves entrarà en la lluita contra l'administració local, cridant a Alexander Isaac, defensor dels drets humans i senador de Guadalupe, i l'Almirall Aristide Vallon que havien estat elegits a les eleccions de 1899. De la mateixa manera, amb ajuda del director de l'interior de la colònia abans de l'arribada de Lamothe, van guiar a la justícia del Senegal dirigida per Conrad Frederick Ursleur (Caiena 1853 – Noumea 1897) contra Louis Frédéric Tautain, comandant de la posició de Podor, i un altre funcionari. A l'arribada de Lamothe es van prendre decisions: Ursleur fou cridat a la metròpoli, i el poder judicial del Senegal fou decapitat. La investigació iniciada per Ursleur fou abandonada. El consell municipal de Sant Lluís, que estava sota un aliat de Gaspard Deves, fou revocada i substituïda per una comissió encapçalada per l'advocat Jules Couchard (que va esdevenir diputat en lloc de Vallon entre 1893 i 1898).
Lamothe va planejar la guerra contra el marabut manding Fode Kaba. Va buscar primer l'aliança britànica però el 26 de març de 1891, Henri de Lamothe va considerar una solució més elegant que la guerra i va enviar al capità Forichon, director de Sédhiou (Seju) per posar-se en contacte amb Fode Kaba i explorar la possibilitat d'un tractat de pau. Fode Kaba s'hi va reunir a Médine i va acceptar un tractat amb França en el que se li reconeixia la possessió de Kiang i Fogny i rebia la protecció francesa contra els atacs dels jola. El governador Lamothe va aprovar l'acord fet entre Fode Kaba i el capità Forichon.
El 1891 l'administrador del Casamance, Martin, encarregat de fer un informe sobre el Casamance, va assegurar que les poblacions de la regió eren anàrquiques i va recomanar posar com a caps gent vinguda del Senegal. Un comitè franco-britànic va demarcar aquest any la frontera amb Gàmbia. El 4 d'agost de 1891, el governador Lamothe, davant els conflictes amb els emirats musulmans que interrompien el trànsit de la goma en detriment dels interessos de Saint Louis, va reconèixer a Ahmed Saloum II (fill d'Ely ibn Muhammad i net de Muhammad al-Habib) com a únic titular de l'emirat de Trarza i el 8 d'octubre de 1891 va concloure un tractat amb aquest emir que establia el protectorat i se li pagava una subvenció de dos mil guinees.
El 17 de desembre de 1891 un decret va segregar els Establiments dels Rius del Sud (futura Guinea i dependències) del Senegal. Lamothe va enviar una expedició militar contra la regió del Futa Fulani situada a Guinea, acusant al governador Ballay de suavitat. El 1892 també es va segregar el Territori de l'Alt Senegal del Senegal. El Consell General del Senegal va protestar, ja que hi havia discrepàncies entre les autoritats franceses del Senegal, Guinea i Alt Senegal envers els africans.
El 2 de gener de 1892, els britànics van atacar les poblacions de Kiang i van intentar capturar a Fode Kaba. El governador Lamothe va informar el ministre i va dir que era molest que no respecten l'statu quo en els territoris indígenes, a cavall de la frontera artificial elaborada per la Comissió franco-britànica. El ministre va dir que els britànics havien tractat d'intervenir en el territori francès, però que havien estat rebutjats. Va autoritzar al governador el 29 de gener a parlar directament amb el seu homòleg a Gàmbia. El 7 de març de 1892, el governador Lamothe va enviar un telegrama al ministre afirmant que després de la seva gira a Casamance, les queixes formulades pels britànics li semblaven exagerades. Fode Kaba havia acceptat l'establiment de posicions d'infanteria provisionals a la frontera amb Gàmbia. El 3 de maig de 1892 el governador britànic de Gàmbia, Llwelyn, va escriure a Lamothe, dient que l'existència de posicions de control no estava impedint les incursions dels guerrers de Fodé Kaba cap a Gàmbia. Llwelyn demanava als caps del Jarra occidental i del Kiang oriental de reconèixer l'autoritat britànica.
El 25 de maig de 1892, Ahmed Saloum II de Trarza va fer un acord amb Yamar Mbodj, màxim líder del Waalo, sota els auspicis de les autoritats del Senegal que volen reforçar la seva autoritat per fer front al seu oncle Amar Saloum. Aquest multiplica les expedicions contra el seu nebot. A partir del febrer de 1893, es van iniciar les negociacions a Saint Louis entre Ahmed Saloum II i el seu oncle Amar Saloum. Henri de Lamothe va oferir una partició de Trarza en què la part oriental seria atribuïda a Amar Saloum amb el títol de "xeic dels Oulad Ahmed bin Dahmane". Però Amar Saloum, que es considerava emir i amb dret d'ascendent va refusar l'acord en aquests termes i les negociacions van fracassar. El governador Lamothe va enviar l'11 de febrer de 1893 d'un telegrama a l'administrador de Podor permetent l'eliminació d'Amar Saloum en el camí de tornada després d'expirar el període de salva conducte, però Amar es va escapolir. No obstant el 14 d'octubre de 1893, Amar Saloum va ser capturat pels seguidors de l'emir Ahmed Saloum II que el van executar immediatament. Ahmed Saloum II va quedar emir únic de Trarza però llavors va començar a mostrar desitjos d'independència i per un temps va bloquejar els camins de caravanes que portaven a Dagana, violant així el tractat de 8 d'octubre de 1891. També va denunciar el conveni de 25 de maig de 1892 amb Yamar Mbodj que al seu parer donava masses drets als waalo-waalo. El 10 de setembre de 1894, es va signar un nou acord amb Ahmed Saloum II afirmant que els waalo waalo haurien de creuar a l'altre costat del riu que serviria de frontera i Yamar Mbodj rebria 5.000 peces de Guinea per la seva ajuda en l'eliminació d'Amar Saloum. D'altra banda, la colònia del Senegal es va reservar el dret de fer les deduccions de les duanes a Ahmed Saloum II si no respectava els acords.
Del 3 de març al 15 abril de 1893 dos destacaments es van enviar al Fooñi (francès Fogny) per sotmetre els pobles sota l'autoritat de Fode Kaba que es negaven a obeir-lo. Les baralles foren violentes. El capità Grand, administrador de Sédhiou (Seju), informava que "els diola mai es sotmetrien a Fode Kaba". El 7 d'abril de 1893 el governador Lamothe va fer una gira pel Casamance. Finalment el 7 de maig de 1893 es va concloure a Bona un tractat de protectorat entre França (Lamothe) i el regne de Fogny (Baix Casamance) representat pel rei Fodé Kaba Doumbouya; Fodé Kaba entregava la província de Fogny i rebia en compensació una pensió de 5000 francs a l'any; es comprometia a abstenir-se de fer cap incursió a territori diola (si ho feia perdia els cinc mil francs); en cas d'atac dels diola els francesos el protegirien però no estarien obligats a fer-ho si l'atac diola era en contestació d'un previ de Fogny; la frontera entre Fogny i la resta del regne de Fodé es determinaria més tard per acord entre el rei i el comandant del districte del Casamance.
Un pont de 511 metros es va començar a construir a Saint Louis aquestos anys, donant lloc a moltes discussions entre el governador i l'alcalde de Saint Louis, Jean-Jacques Alin Crespin (1837-1895); la mort d'aquest el 1895 va provocar rumors que havia estat enverinat per Lamothe.
El 1894 es va fer un judici per frau contra François Deves, fill de Gaspard, però en fou absolt. En última instància fou el governador Chaudie (1895-1900) qui posarà en marxa una investigació sobre el Banc del Senegal, que havia fet enormes préstecs a Deves. El banc va ser col·locat en liquidació i les restes dels seus actius seran transferits al Banc d'Àfrica Occidental.
El 18 de gener de 1894, el governador Henry Lamothe va transferir la capital del Casamance a Sédhiou. Casamance es trobava sota l'autoritat del sotsgovernador Farque que va prendre el títol d'administrador superior. El 26 de febrer de 1894, el marabut Fode Silla, al capdavant de 800 guerrers, va atacar Bathurst a Gàmbia defensada pel capità Westmoreland i 250 homes. Els reforços ràpidament enviats per ajudar-lo van permetre recuperar el control de la situació. El 3 de març de 1894, el governador Lamothe va reunir el Consell de Defensa i va decidir enviar una força suficient per evitar que els mandings (malinkés) de Casamance s'unissin a Fode Silla, i per capturar a aquest si hagués de refugiar-se al Casamance. Fode Kaba va respectar el tractat que havia signat amb França. L'11 de març de 1894, Fode Silla es va entregar a l'administrador francès de Karabane després de travessar la frontera amb Gàmbia. Els seus soldats van poder romandre a Casamance després de ser desarmats i acceptar de pagar un impost o multa.

## Dins de l'Àfrica Occidental Francesa
El 1895 la creació del govern general de l'Àfrica Occidental donarà lloc a canvi del governador Henri de Lamothe. Jean-Baptiste Chaudie serà el primer governador general de l'Àfrica Occidental Francesa (AOF), supra govern establert per decret de 16 de juny de 1895; serà al mateix temps governador del Senegal que passarà a ser un dels territoris del nou supragoven o govern federal. Fins al 1902 els governadors del Senegal ho seran de l'AOF.
La colònia del Senegal tenia aleshores onze cercles, als que es van afegir onze cercles més el 17 d'octobre de 1899 quan es va suprimir el Sudan Francès i una part va ser agregat al Senegal (els cercles de Kayes, Bafoulabé, Kita, Satadougou, Bamako, Ségou, Djenné, Nioro, Goumbou, Sokolo i Bougouni). L'1 d'octubre de 1902 els territoris fins aleshores inclosos en el Senegal, els protectorats de la riba esquerra del Senegal i les terres de l'Alt Senegal i Níger Mitjà, foren segregats i es va formar amb ells el territori de Senegàmbia i Níger. Però el 18 d'octubre de 1904 es va produir una reorganització i el Senegal va recuperar els protectorats de la riba esquerra del Senegal fins ara inclosos a Senegàmbia i Níger; aquesta va passar a anomenar-se colònia de l'Alt Senegal i Níger, incloent els territoris de l'anomenat el Tercer Territori Militar (Bamako). La capital d'aquesta colònia es va establir a Bamako. La colònia fou subdividida en: "Cercles d'administració civil", integrats pels que formaven fins aleshores el "Segon Territori Militar" o "Regió del Volta" (amb els cercles de San, Ouagadougou, Leo, Koury, Sikasso, Bobo-Dioulasso i Djebougou; i el "Territori Militar del Níger". Segons aquest decret la colònia de Senegal esdevenia Colònia i Protectorats del Senegal, però a la pràctica es va mantenir el nom de colònia del Senegal.
A Bambey es va establir la primera base aèria de l'Àfrica Occidental Francesa, prop de la línia de ferrocarril Thies-Kayes. El 13 de juny de 1911, el primer avió - construït per Henry Farman - va sobrevolar la zona i els seus habitants van quedar sorpresos.
Ciutadà francès en tant que natiu de Goree, una de les "Quatre Communes", Blaise Diagne va ser el primer diputat africà elegit membre de l'Assemblea Nacional de França el 1914. Amb l'esclat de la Primera Guerra Mundial, va ser nomenat Comissionat de la República a l'Àfrica occidental i envarregat de reclutar tiradors. Tropes negres havien estat reclutats anteriorment però aquest conflicte requeria un esforç especial i l'enfocament fou que aquesta conscripció "fos purament indígena". Dins de l'Àfrica Occidental Francesa el Senegal va fer l'esforç de guerra més important, amb l'1,7% de la població, o sigui més de 20.000 homes, mobilitzats. Diagne també es va convertir en subsecretari d'Estat per a les Colònies al gabinet de Pierre Laval.
El 1919 algunes dificultats agitaren Dakar. El tirador Cheikou Cissé, nascut al Sudan Francès i ferit durant la guerra, va ser condemnat a desterrament perpetu per un consell de guerra fet a Dakar, i enviat a presó a Nova Caledònia. Va morir el 1933, i fou una icona de la lluita en els ambients anti-colonials francesos (incloent el Socors Roig Internacional i la comunista SFIC). Un altre personatge destacat fou el magistrat Lamine Gueye que fou diputat el 1945 i va donar el seu nom a la Llei Lamine Gueye de 25 d'abril de 1946, incorporada posteriorment a la Constitució de la Quarta República, "que estenia la ciutadania francesa als nadius de les colònies franceses."
En el període entre guerres, Senegal, per la seva posició geogràfica avançada, va quedar associada amb moltes grans pàgines de la història de l'aeronàutica. El 1925 Jean Mermoz va volar en la línia Casablanca-Dakar. El 1926, Antoine de Saint-Exupéry va realitzar el transport de correu en els vols de Tolosa a Dakar en nom de la companyia Latécoère (més tard Aéropostale), una experiència que narra en la seva novel·la "Courrier du Sud". El 10 de maig de 1927 Mermoz va inaugurar la línia Tolosa-Sant Louis sense escala. El 16 de gener de 1933 de Dakar a la Província de Natal a una velocitat mitjana de 227 km/h. El 7 de desembre de 1936 Mermoz va deixar Dakar a bord de l'avió "La Croix du Sud" i es va estavellar a la mar.
Els treballadors del ferrocarril Dakar-Sant Louis es van declarar en vaga en 1920. Una nova vaga de trens va esclatar el 1926. Els empleats de correus van prendre el relleu el següent any. El 1935-1937, noves vagues van esclatar a Dakar. El 20 de març de 1937, del Front Popular decreta autoritzar la creació de sindicats negres a l'AOF i els confereixen el dret a negociar convenis col·lectius.

## Segona Guerra Mundial
Tres mesos després de la crida del General De Gaulle el 18 de juny de 1940 i la declaració de Pétain, de 22 de juny, el control polític i militar de l'Àfrica Occidental Francesa va quedar en mans del governador general Pierre François Boisson que va declarar la seva lleialtat a Vichy. Una batalla naval davant de les costes de Dakar, coneguda com la Batalla de Dakar o "Operació Amenaça" va oposar del 23 al 25 de setembre de 1940 a De Gaulle i els aliats d'una banda, i les forces lleials al govern de Vichy dirigides pel governador general Boisson, de l'altra. Fou una amarga derrota per a les forces franco-britàniques. Però finalmente, el novembre de 1942, l'Àfrica Occidental Francesa per mitjà del seu governador general Boisson es va unir a De Gaulle, després del desembarcament aliat al nord d'Àfrica.
Els senegalesos foren objecte de múltiples formes de discriminació racial a causa que el règim de Vichy afirmava clarament el principi de la superioritat de la raça blanca. A més el seu nivell de vida es va deteriorar a causa de les confiscacions i l'aturada de les importacions franceses.
Al llarg de la guerra, Senegal va oferir tiradors a l'exèrcit francès. Dels 63.000 allistats des del 1940, 24.000 havien mort o desaparegut en el moment de l'armistici. Els que van tornar del front van tenir dificultats per reintegrar-se en la societat africana i no van obtenir el reconeixement que esperaven. El 30 de novembre de 1944, els soldats d'infanteria es van amotinar a Thiaroye, exigint igualtat de remuneració i bonificació de desmobilització amb els soldats francesos. La repressió va deixar 35 morts i molts ferits. Aquesta pàgina tràgica va ser portada a la pantalla pel director Sembene Ousmane a la pel·lícula "Camp de Thiaroye", un llargmetratge de 1988. Al Casamance, la carismàtica sacerdotessa Aline Sitoe Diatta va encarnar la resistència contra la dominació colonial i advoca per la negativa a contribuir a l'esforç de guerra demanat, però fou detinguda i deportada el 1942.
Creat originalment el 1939, just abans de la Segona Guerra Mundial, de fet el franc CFA va néixer oficialment el 26 de desembre de 1945, el dia en què França va ratificar els acords de Bretton Woods i va portar a terme la seva primera declaració de paritat amb el Fons Monetari Internacional (FMI). CFA (Colonies Francaises Africaines) fou un acronim per dir "Franc de les colònies franceses d'Àfrica" (Colonies es va canviar a Comunité el 1958

## La Unió Francesa
La Segona Guerra Mundial va contribuir a la consciència que obria el camí a una progressiva autonomia de les colònies i la independència. L'imperi colonial francès (o simplement Imperi Francès) va donar pas a la Unió Francesa el 1946; Senegal, com altres colònies, va rebre un estatus de Territori d'Ultramar.
L'11 d'octubre de 1947, els treballadors del ferrocarril del Sudan Francès i Senegal de la via fèrria Dakar-Níger es van posar en vaga per obtenir els mateixos drets que els ferroviaris francesos. La vaga, que va durar uns mesos, va ser descrita per Ousmane Sembene en la seva novel·la "Les Bouts du bois" publicada el 1960. El 1949, un sindicat independent de Ferroviaris de l'AOF es va crear per escissió de la CGT.
Els avenços aconseguits el 1946 aviat es van considerar insuficients i l'ascens de l'anticolonialisme en molts països va portar a l'aprovació de la llei marc (coneguda com la loi-cadre) de 23 de febrer de 1956, que permetia al govern canviar l'estatus d'aquests territoris. Com altres, Senegal va aconseguir major autonomia i el sufragi universal per als homes i les dones.

## Comunitat Francesa
El 1958, després del seu retorn a l'arena política després del cop d'Alger, el general De Gaulle va proposar un projecte de constitució sotmesa a referèndum en tots els estats africans. Durant el referèndum constitucional del 28 de setembre de 1958, el 97,2% dels senegalesos van optar per la situació de ser un estat dins de la Comunitat Francesa (que substituïa a la Unió Francesa) i el país va adoptar una constitució similar al model francès.
Ansiosos per preservar la unitat regional, la República autònoma del Sudan (Sudan Occidental, abans Sudan Francès i després Mali) i la república autònoma del Senegal es van fusionar a l'abril de 1959 per formar la Federació de Mali, que va accedir a la plena independència el 20 de juny de 1960 com a resultat de la transferència de poder en l'acord signat a França el 4 d'abril de 1960; la capital fou Dakar. Un notable desequilibri econòmic i rivalitats personals van causar el desmembrament de la Federació el 20 d'agost de 1960. Senegal i Mali van declarar la independència i van entrar per separat a l'ONU el 28 de setembre de 1960. Senegal va adoptar un sistema parlamentari i Léopold Sédar Senghor, poeta conegut, va ser elegit president. Mamadou Dia, amb qui va fundar la Unió Progressista Senegalesa (UPS), fou el primer ministre.

## Governants
Comandants
- 1815 - 1816 Élie-Joseph, comte de Trigant (va restar encara en mans britàniques i no va prendre possessió)
- 1816 - 1817 Julien Schmaltz (va prendre possessió el gener del 1817)
- 1817 - 1819 Aimé Benjamin Fleuriau (interí)
- 1819 - 1820 Julien Schmaltz (segona vegada)
- 1820 - 1821 Louis Jean Lecoupe de Montereau, baron Le Coupé (interí)
- 1821 - 1827 Jacques François, baron Roger
- 1827 - 1828 Hyacinthe Benjamin Gerbidon (interí)

Governadors
- 1828 - 1829 Louis Jean Guillaume Jubelin
- 1829 - 1831 Pierre Édouard Brou
- 1831 - 1833 Thomas Renault de Saint-Germain
- 1833 Jean-Baptiste Bertrand Armand Cadéot (interí)
- 1833 - 1834 Eustache Louis Jean Quernel
- 1834 - 1836 Louis Pujol
- 1836 Louis Augustin Médéric Malavois
- 1836 - 1837 Louis Laurent Auguste Guillet (interí)
- 1837 - 1839 Julien Armand Soret
- 1839 - 1841 Guillaume Basile Charmasson de Puylaval
- 1841 - 1842 Jean-Baptiste Montagniés de la Roque
- 1842 - 1843 Paul Pageot des Noutières (interí)
- 1843 - 1844 Louis Édouard Bouët
- 1844 Laborel (interí)
- 1844 - 1845 Pierre Thomas (interí)
- 1845 - 1846 François Marie Charles Ollivier
- 1846 Hoube (interí)
- 1846 - 1847 Ernest Bourdon, comte de Gramont
- 1847 Caille (interí)
- 1847 Léandre Bertin du Château (interí)
- 1847 - 1850 Auguste Baudin
- 1850 Aumont (interí)
- 1850 - 1854 Auguste Léopold Protet
- 1853 - 1854 André César Vérand (suplent)
- 1854 Auguste Léopold Protet (segona vegada)
- 1854 - 1861 Louis Léon César Faidherbe
- 1858 - 1859 A. Robin (suplent)
- 1861 Léopold François Stephan (interí)
- 1861 - 1863 Jean Bernard Jauréguiberry
- 1863 Jean Émile Pinet-Laprade (interí)
- 1863 - 1865 Louis Léon César Faidherbe (segona vegada)
- 1865 - 1869 Jean Émile Pinet-Laprade (segona vegada, interí fins al 12 de juliol de 1865)
- 1869 Ferdinand Charles Alexandre Tredos (interí)
- 1869 - 1876 François-Xavier Michel Valière
- 1876 - 1880 Louis Alexandre Esprit Gaston Brière de l'Isle
- 1880 - 1881 Louis Ferdinand de Lanneau
- 1881 Marie Auguste Deville de Perière (interí)
- 1881 - 1882 Henri Philibert Canard
- 1882 Aristide Louis Antoine Vallon
- 1882 - 1883 Charles Etienne René Servatius
- 1883 Adolphe Ernest Auguste Le Boucher (interí)
- 1883 - 1884 Henry Bourdiaux (interí)
- 1884 - 1886 Jean-Baptiste Alphonse Seignac
- 1886 - 1888 Jules Genouille
- 1888 - 1890 Léon Émile Clément-Thomas
- 1890 - 1895 Henri Félix de Lamothe
- 1895 Louis Mouttet (interí)

Governadors del Senegal i Governadors generals de l'AOF
- 1895 - 1900 Jean Baptiste Émile Louis Barthélémy Chaudié
- 1900 - 1902 Noël Eugène Ballay
- 1902 - 1902 Pierre Paul Marie Capest
- 1902 Ernest Roume

Governadors del Senegal
- 1902 - 1907 Camille Lucien Xavier Guy
- 1907 Joost van Vollenhouven (interí)
- 1907 - 1908 Martial Henri Merlin
- 1908 - 1908 Jean Jules Émile Peuvergne
- 1908 - 1909 Jules Maurice Gourbeil
- 1909 Marie Antoine Edmond Gaudart (interí)
- 1909 - 1911 Jean Jules Émile Peuvergne (segona vegada)
- 1911 - 1914 Henri François Charles Cor
- 1914 - 1916 Raphaël Valentin Marius Antonetti
- 1917 - 1920 Ernest Fernand Levêque
- 1919 Pierre Aimable Chapon-Baissac (suplent)
- 1920 - 1921 Théophile Antoine Pascal Tellier (interí)
- 1921 - 1925 Pierre Jean Henri Didelot
- 1925 - 1926 Camille Théodore Daniel Maillet (interí)
- 1926 Joseph Zébédée Olivier Vadier (interí)
- 1926 - 1929 Léonce Alphonse Noël Henri Jore
- 1929 - 1930 Maurice Beurnier
- 1930 - 1931 Camille Théodore Daniel Maillet (segona vegada)
- 1931 Benoît Louis Rebonne (interí)
- 1931 - 1936 Maurice Beurnier (segona vegada)
- 1936 - 1938 Louis Lefebvre
- 1938 - 1940 Georges Hubert Parisot
- 1941 - 1942 Georges Pierre Rey
- 1942 - 1943 Hubert Jules Deschamps
- 1943 - 1945 Charles Jean Dagain
- 1945 - 1946 Pierre Louis Maestracci
- 1946 - 1947 Oswald Durand
- 1947 - 1950 Laurent Marcel Wiltord
- 1950 - 1952 Camille Victor Bailly
- 1952 - 1954 Lucien Eugène Geay
- 1954 - 1955 Maxime Antoine Marie Jourda
- 1955 - 1957 Jean Colombani
- 1957 - 1958 Pierre Auguste Michel Marie Lami

Alts comissionats
- 1958 - 1960 Pierre Auguste Michel Marie Lami